# Lacul Plumbuita

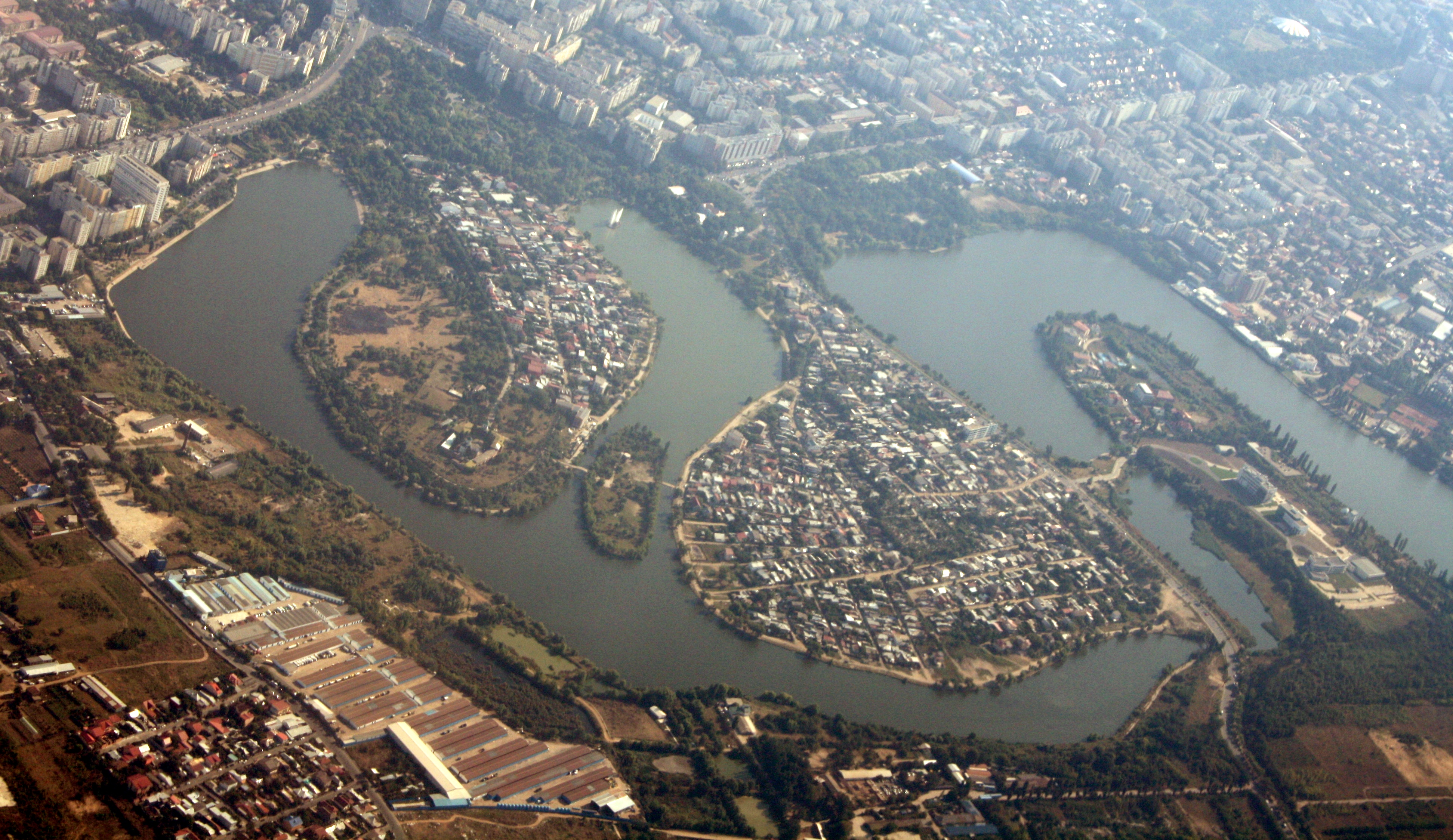
Lacul Plumbuita (stânga) și Lacul Tei (dreapta), vedere aeriană

Lacul Plumbuita este un lac antropic din sectorul 2, București, amenajat pe râul Colentina. Are în amonte lacul Tei și în aval lacul Fundeni.
Insula din lacul Plumbuita are o suprafață de 1,94 ha.
Pe malul drept al lacului Plumbuita se află Mănăstirea Plumbuita, lângă care a fost amenajat parcul Plumbuita.